# 2024年のMLBドラフト
2024年のMLBドラフト（英語: 2024 First-Year Player Draft）は、メジャーリーグベースボール (MLB)の第64回ドラフト会議。2024年7月14日から7月16日までに行われるファースト・イヤードラフト（アマチュアドラフト）である。

## 概要
2023年12月5日にドラフト抽選会が行われ、クリーブランド・ガーディアンズが全体1位の権利を得たが、ガーディアンズが権利を得たのは史上初である。全体2位はシンシナティ・レッズ。全体3位以降は2023年の勝率上位順で進行される。
全体14位でシカゴ・カブスに指名されたキャム・スミス、全体74位でロサンゼルス・エンゼルスに指名されたライアン・ジョンソンが翌2025年シーズンの開幕ロースターに選ばれ、共に2024年ドラフト指名選手の中で初めてMLBの試合に出場した。スミスは12月にヒューストン・アストロズへトレードされたため、ドラフト指名されたカブスではなくアストロズでのデビューとなった。ジョンソンは2024年はマイナーリーグでの登板がなく、2025年シーズンのスプリングトレーニングを経て開幕ロースター入りが決定したため、ギャレット・クロシェ以来5年振りかつMLB史上24人目となるドラフト指名からマイナー経験を経ずにメジャーへ昇格した選手となった。

## 1巡目指名
|  | = オールスター |  |            |  |
|  | = MLB未出場    |  | = 契約せず |  |

| 順位 | 選手                       | チーム                         | 守備位置     | 学校                                 |
| ---- | -------------------------- | ------------------------------ | ------------ | ------------------------------------ |
| 1    | トラビス・バザナ           | クリーブランド・ガーディアンズ | 二塁手       | オレゴン州立大学                     |
| 2    | チェイス・バーンズ         | シンシナティ・レッズ           | 投手         | テネシー大学                         |
| 3    | チャーリー・コンドン       | コロラド・ロッキーズ           | 外野手       | ジョージア大学                       |
| 4    | ニック・カーツ             | オークランド・アスレチックス   | 一塁手       | ウェイクフォレスト大学               |
| 5    | ヘイゲン・スミス           | シカゴ・ホワイトソックス       | 投手         | アーカンソー大学                     |
| 6    | ジャック・カグリオン       | カンザスシティ・ロイヤルズ     | 投手・一塁手 | フロリダ大学                         |
| 7    | JJ・ウェザーホルト         | セントルイス・カージナルス     | 二塁手       | ウェストバージニア大学               |
| 8    | クリスチャン・ムーア       | ロサンゼルス・エンゼルス       | 二塁手       | テネシー・ボランティアーズ           |
| 9    | コナー・グリフィン         | ピッツバーグ・パイレーツ       | 外野手       | ジャクソン・プレパラトリー・スクール |
| 10   | シーバー・キング           | ワシントン・ナショナルズ       | 遊撃手       | ウェイクフォレスト大学               |
| 11   | ブライス・レイナー         | デトロイト・タイガース         | 遊撃手       | ハーバード・ウェストレイクスクール   |
| 12   | ブレイデン・モンゴメリー   | ボストン・レッドソックス       | 外野手       | テキサスA&Mアギーズベースボール      |
| 13   | ジェームズ・ティブス3世    | サンフランシスコ・ジャイアンツ | 外野手       | フロリダ州立大学                     |
| 14   | キャム・スミス             | シカゴ・カブス                 | 三塁手       | フロリダ州立大学                     |
| 15   | ジュランジェロ・サインチェ | シアトル・マリナーズ           | 投手         | ミシシッピ州立大学                   |
| 16   | P.J.モーランド             | マイアミ・マーリンズ           | 外野手       |                                      |
| 17   | ブレイロン・ペイン         | ミルウォーキー・ブルワーズ     | 外野手       |                                      |
| 18   | セオ・ギレン               | タンパベイ・レイズ             | 遊撃手       |                                      |
| 19   | カーソン・ベンジ           | ニューヨーク・メッツ           | 外野手       |                                      |
| 20   | トレイ・イェサベージ       | トロント・ブルージェイズ       | 投手         |                                      |
| 21   | ケーレン・カルペッパー     | ミネソタ・ツインズ             | 遊撃手       |                                      |
| 22   | バンス・ハニーカット       | ボルチモア・オリオールズ       | 外野手       | ノースカロライナ大学チャペルヒル校   |
| 23   | ケロン・リンゼイ           | ロサンゼルス・ドジャース       | 遊撃手       |                                      |
| 24   | キャム・カミニティ         | アトランタ・ブレーブス         | 投手         | サグアロ高等学校                     |
| 25   | カッシュ・メイフィールド   | サンディエゴ・パドレス         | 投手         |                                      |
| 26   | ベン・ヘス                 | ニューヨーク・ヤンキース       | 投手         |                                      |
| 27   | ダンテ・ノリ               | フィラデルフィア・フィリーズ   | 遊撃手       |                                      |
| 28   | ウォーカー・ジャネック     | ヒューストン・アストロズ       | 捕手         |                                      |
| 29   | スレイド・コールドウェル   | アリゾナ・ダイヤモンドバックス | 外野手       |                                      |
| 30   | マルコム・ムーア           | テキサス・レンジャーズ         | 捕手         |                                      |

### PPIセレクション
| 順位 | 選手                         | チーム                         | 守備位置 | 学校 |
| ---- | ---------------------------- | ------------------------------ | -------- | ---- |
| 31   | ライアン・ウォルドシュミット | アリゾナ・ダイヤモンドバックス | 外野手   |      |
| 32   | グリフ・オフェラル           | ボルチモア・オリオールズ       | 遊撃手   |      |

### 1巡目補償指名
| 順位 | 選手             | チーム             | 守備位置 | 学校 |
| ---- | ---------------- | ------------------ | -------- | ---- |
| 33   | カイル・デバージ | ミネソタ・ツインズ | 遊撃手   |      |

### 戦力均衡ラウンドA
| 順位 | 選手                   | チーム                         | 守備位置 | 学校 |
| ---- | ---------------------- | ------------------------------ | -------- | ---- |
| 34   | ブレイク・バーク       | ミルウォーキー・ブルワーズ     | 一塁手   |      |
| 35   | JD・ディックス         | アリゾナ・ダイヤモンドバックス | 遊撃手   |      |
| 36   | ブレイロン・ダウティ   | クリーブランド・ガーディアンズ | 投手     |      |
| 37   | リーバイ・スターリング | ピッツバーグ・パイレーツ       | 投手     |      |
| 38   | ブロディ・ブロヒト     | コロラド・ロッキーズ           | 投手     |      |
| 39   | ケイレブ・ロマビータ   | カンザスシティ・ロイヤルズ     | 捕手     |      |

## 2巡目指名
| 順位 | 選手                       | チーム                         | 守備位置 | 学校               |
| ---- | -------------------------- | ------------------------------ | -------- | ------------------ |
| 40   | トミー・ホワイト           | オークランド・アスレチックス   | 三塁手   | ルイジアナ州立大学 |
| 41   | デビッド・シールズ         | カンザスシティ・ロイヤルズ     | 投手     |                    |
| 42   | ジャレッド・トーマス       | コロラド・ロッキーズ           | 外野手   |                    |
| 43   | ケイレブ・ボーンマー       | シカゴ・ホワイトソックス       | 遊撃手   |                    |
| 44   | ルーク・ディッカーソン     | ワシントン・ナショナルズ       | 遊撃手   |                    |
| 45   | クリス・コルテス           | ロサンゼルス・エンゼルス       | 投手     |                    |
| 46   | ジョナサン・サントゥッチ   | ニューヨーク・メッツ           | 投手     |                    |
| 47   | ワイアット・サンフォード   | ピッツバーグ・パイレーツ       | 遊撃手   |                    |
| 48   | ジェイコブ・コザート       | クリーブランド・ガーディアンズ | 捕手     |                    |
| 49   | オーウェン・ホール         | デトロイト・タイガース         | 投手     |                    |
| 50   | ペイトン・トーレ           | ボストン・レッドソックス       | 投手     |                    |
| 51   | タイソン・ルイス           | シンシナティ・レッズ           | 遊撃手   |                    |
| 52   | ボストン・べイトマン       | サンディエゴ・パドレス         | 投手     |                    |
| 53   | ブライス・カニンガム       | ニューヨーク・ヤンキース       | 投手     |                    |
| 54   | コール・マーティス         | シカゴ・カブス                 | 三塁手   |                    |
| 55   | ライアン・スローン         | シアトル・マリナーズ           | 投手     |                    |
| 56   | カーター・ジョンソン       | マイアミ・マーリンズ           | 遊撃手   |                    |
| 57   | ブライス・メッケージ       | ミルウォーキー・ブルワーズ     | 投手     |                    |
| 58   | エミリエン・ピトレ         | タンパベイ・レイズ             | 二塁手   |                    |
| 59   | カール・スティーブン       | トロント・ブルージェイズ       | 投手     |                    |
| 60   | ビリー・アミック           | ミネソタ・ツインズ             | 三塁手   |                    |
| 61   | イーサン・アンダーソン     | ボルチモア・オリオールズ       | 捕手     |                    |
| 62   | カーター・ホルトン         | アトランタ・ブレーブス         | 投手     |                    |
| 63   | グリフィン・バークホルダー | フィラデルフィア・フィリーズ   | 外野手   |                    |
| 64   | イバン・ルチアーノ         | アリゾナ・ダイヤモンドバックス | 捕手     |                    |
| 65   | ディラン・ドレイリング     | テキサス・レンジャーズ         | 外野手   |                    |

### 戦力均衡ラウンドB
| 順位 | 選手                       | チーム                       | 守備位置 | 学校 |
| ---- | -------------------------- | ---------------------------- | -------- | ---- |
| 66   | タイラー・ベル             | タンパベイ・レイズ           | 遊撃手   |      |
| 67   | クリス・レボナス           | ミルウォーキー・ブルワーズ   | 投手     |      |
| 68   | ブレイク・ラーソン         | シカゴ・ホワイトソックス     | 投手     |      |
| 69   | デイサン・ヒル             | ミネソタ・ツインズ           | 投手     |      |
| 70   | エイデン・メイ             | マイアミ・マーリンズ         | 投手     |      |
| 71   | ルーク・ホルマン           | シンシナティ・レッズ         | 投手     |      |
| 72   | イーサン・シーフェルバイン | デトロイト・タイガース       | 投手     |      |
| 73   | ゲイジ・ジャンプ           | オークランド・アスレチックス | 投手     |      |

### 2巡目補償指名
| 順位 | 選手                 | チーム                   | 守備位置 | 学校                     |
| ---- | -------------------- | ------------------------ | -------- | ------------------------ |
| 74   | ライアン・ジョンソン | ロサンゼルス・エンゼルス | 投手     | ダラス・バプティスト大学 |

## その他注目選手
| 巡目 | 順位 | 選手           | チーム               | 守備位置 | 学校                 |
| ---- | ---- | -------------- | -------------------- | -------- | -------------------- |
| 3    | 87   | マイク・シロタ | シンシナティ・レッズ | 外野手   | ノースイースタン大学 |